# 支間長順の吊橋の一覧

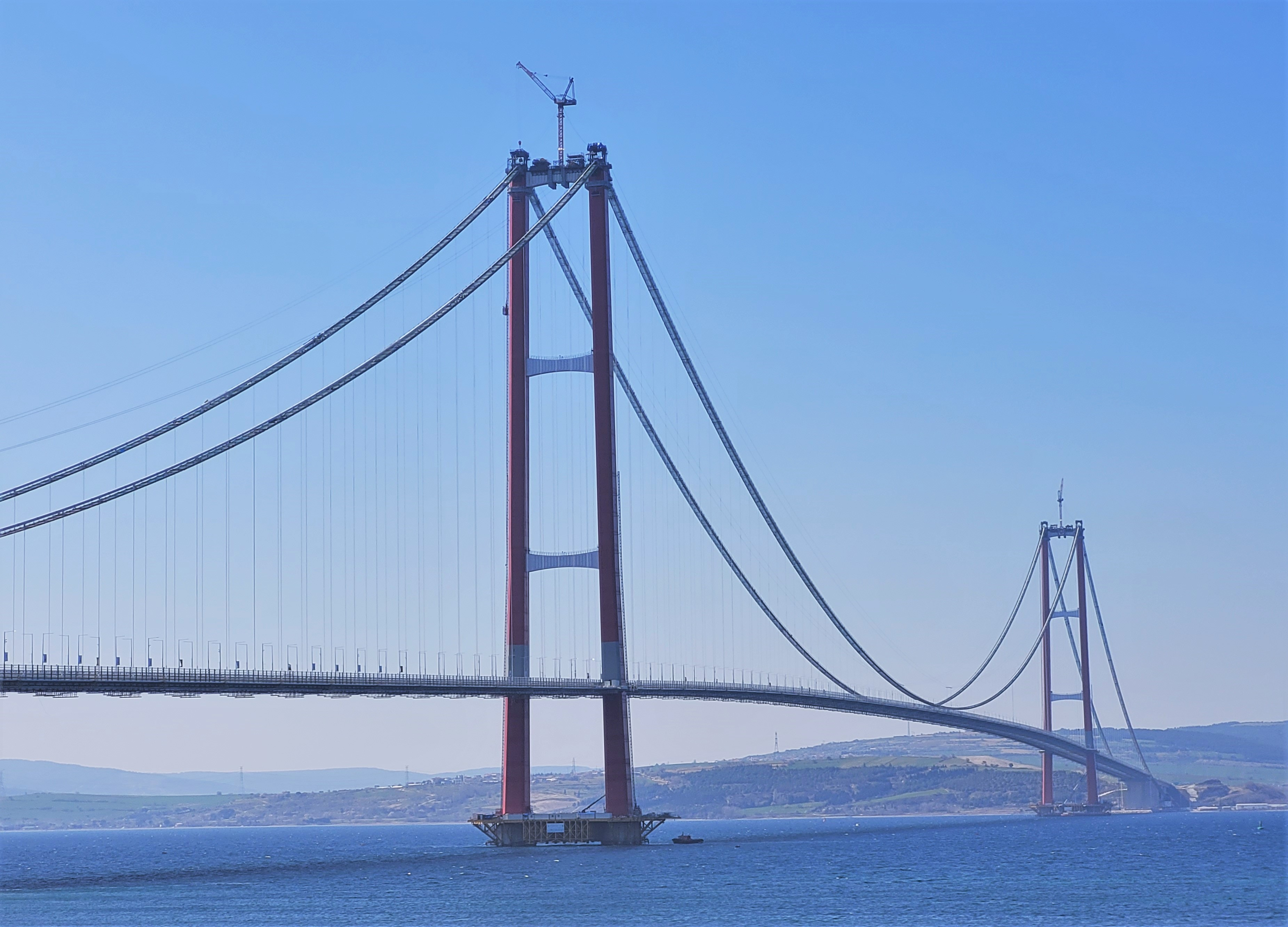
トルコのチャナッカレ1915橋が、支間長がもっとも長い（2,023メートル）吊橋である

支間長順の吊橋の一覧（しかんちょうじゅんのつりばしのいちらん）は、世界の吊橋の最大支間長（主塔間の距離）順による一覧である。

## 吊橋の一覧
支間700メートル以上のものを示す。
|  | 順位 | 名称                                                                                  | 国             | 場所 | 支間長 (m) | 竣工年 | 出典          |
|  | ---- | ------------------------------------------------------------------------------------- | -------------- | --- | ---------- | ------ | ------------- |
|  | 1    | チャナッカレ1915橋                                                                    | トルコ         | ゲリボル - ラープセキ（ダーダネルス海峡） 北緯40度20分18秒 東経26度37分58秒 / 北緯40.33833度 東経26.63278度                                | 2,023      | 2022年 | [ 1 ]         |
|  | 2    | 明石海峡大橋 (神戸淡路鳴門自動車道、1998年 - 2022年 世界一)                           | 日本           | 兵庫県神戸市 - 淡路市（明石海峡） 北緯34度37分1.3秒 東経135度1分18.9秒 / 北緯34.617028度 東経135.021917度                                  | 1,991      | 1998年 | [ 2 ]         |
|  | 3    | 武漢楊泗港長江大橋                                                                    | 中華人民共和国 | 湖北省武漢市 北緯30度30分24秒 東経114度15分24秒 / 北緯30.50667度 東経114.25667度                                                           | 1,700      | 2019年 | [ 3 ]         |
|  | 4    | 南沙大橋（東主径間）                                                                  | 中華人民共和国 | 広東省東莞市 北緯22度53分05.1秒 東経113度33分56.4秒 / 北緯22.884750度 東経113.565667度                                                     | 1,688      | 2019年 | [ 4 ]         |
|  | 5    | 西堠門大橋                                                                            | 中華人民共和国 | 浙江省舟山市（舟山群島） 北緯30度3分42.4秒 東経121度54分57.6秒 / 北緯30.061778度 東経121.916000度                                          | 1,650      | 2009年 | [ 5 ]         |
|  | 6    | グレートベルト・リンク（東橋）                                                        | デンマーク     | シェラン地域ハルスコウ - スプロウエ島（大ベルト海峡） 北緯55度20分31秒 東経11度2分9.3秒 / 北緯55.34194度 東経11.035917度                   | 1,624      | 1998年 | [ 6 ]         |
|  | 7    | オスマン・ガーズィー橋                                                                | トルコ         | コジャエリ県（イズミット湾） 北緯40度45分15秒 東経29度30分55秒 / 北緯40.75417度 東経29.51528度                                             | 1,550      | 2016年 | [ 7 ]         |
|  | 8    | 李舜臣大橋                                                                            | 大韓民国       | 全羅南道麗水市 北緯34度54分21.4秒 東経127度42分18.1秒 / 北緯34.905944度 東経127.705028度                                                   | 1,545      | 2012年 | [ 8 ]         |
|  | 9    | 潤揚長江公路大橋                                                                      | 中華人民共和国 | 鎮江市 - 揚州市（長江） 北緯32度12分24.6秒 東経119度21分49.9秒 / 北緯32.206833度 東経119.363861度                                          | 1,490      | 2005年 | [ 9 ]         |
|  | 10   | 洞庭湖大橋                                                                            | 中華人民共和国 | 湖南省岳陽市（洞庭湖） 北緯29度25分29秒 東経113度07分20秒 / 北緯29.42472度 東経113.12222度                                                 | 1,480      | 2018年 | [ 10 ] [ 11 ] |
|  | 11   | 南京長江第四大橋                                                                      | 中華人民共和国 | 南京市（長江） 北緯32度10分39.9秒 東経118度56分24.5秒 / 北緯32.177750度 東経118.940139度                                                   | 1,418      | 2012年 | [ 12 ]        |
|  | 12   | ハンバー橋 (1981年 - 1998年 世界一)                                                   | イギリス       | キングストン・アポン・ハル - バートン・アポン・ハンバー（ハンバー川） 北緯53度42分28.7秒 西経0度27分0.3秒 / 北緯53.707972度 西経0.450083度 | 1,410      | 1981年 | [ 13 ]        |
|  | 13   | ヤウズ・スルタン・セリム橋 （世界一長い道路鉄道併用橋）                               | トルコ         | イスタンブル（ボスポラス海峡） 北緯41度12分31秒 東経29度7分5秒 / 北緯41.20861度 東経29.11806度                                             | 1,408      | 2016年 | [ 14 ]        |
|  | 14   | 金安金沙江大橋                                                                        | 中華人民共和国 | 雲南省麗江市 北緯26度49分20秒 東経100度26分30秒 / 北緯26.82222度 東経100.44167度                                                           | 1,386      | 2020年 | [ 15 ]        |
|  | 15   | 江陰長江大橋                                                                          | 中華人民共和国 | 江陰市 - 靖江市（長江） 北緯31度56分43.1秒 東経120度16分10秒 / 北緯31.945306度 東経120.26944度                                             | 1,385      | 1999年 | [ 16 ]        |
|  | 16   | 青馬大橋                                                                              | 香港           | 香港特別行政区新界（ランタオ島） 北緯22度21分4.8秒 東経114度4分25.6秒 / 北緯22.351333度 東経114.073778度                                   | 1,377      | 1997年 | [ 17 ]        |
|  | 17   | ハルダンゲル橋                                                                        | ノルウェー     | ホルダラン県 北緯60度28分42.9秒 東経6度49分47.2秒 / 北緯60.478583度 東経6.829778度                                                         | 1,310      | 2013年 | [ 18 ]        |
|  | 18   | ヴェラザノ・ナローズ・ブリッジ （1964年 - 1981年 世界一）                             | アメリカ合衆国 | ニューヨーク（ブルックリン地区 - スタテン島） 北緯40度36分23秒 西経74度2分43.2秒 / 北緯40.60639度 西経74.045333度                          | 1,298      | 1964年 | [ 19 ]        |
|  | 19   | ゴールデンゲートブリッジ （1937年 - 1964年 世界一）                                   | アメリカ合衆国 | カリフォルニア州サンフランシスコ - マリン郡 北緯37度49分9.5秒 西経122度28分43.9秒 / 北緯37.819306度 西経122.478861度                       | 1,280      | 1937年 | [ 20 ]        |
|  | 20   | 武漢陽邏長江大橋                                                                      | 中華人民共和国 | 湖北省武漢市 北緯30度38分12.9秒 東経114度33分17.8秒 / 北緯30.636917度 東経114.554944度                                                     | 1,280      | 2007年 | [ 21 ]        |
|  | 21   | ヘガクステン橋（ハイ・コースト橋）                                                    | スウェーデン   | オンガーマン川 北緯62度47分53秒 東経17度56分15秒 / 北緯62.79806度 東経17.93750度                                                           | 1,210      | 1997年 | [ 22 ]        |
|  | 22   | 南沙大橋（西主径間）                                                                  | 中華人民共和国 | 広東省東莞市 北緯22度52分59.8秒 東経113度31分08.0秒 / 北緯22.883278度 東経113.518889度                                                     | 1,200      | 2019年 | [ 4 ]         |
|  | 23   | 赤水河紅軍大橋                                                                        | 中華人民共和国 | 貴州省習水県（赤水河） | 1,200      | 2019年 | [ 23 ]        |
|  | 24   | 龍江大橋                                                                              | 中華人民共和国 | 瑞麗江 北緯24度50分19.7秒 東経98度40分19.9秒 / 北緯24.838806度 東経98.672194度                                                             | 1,196      | 2016年 | [ 24 ]        |
|  | 25   | 矮寨大橋                                                                              | 中華人民共和国 | 湖南省吉首市 北緯28度19分54.1秒 東経109度35分53.2秒 / 北緯28.331694度 東経109.598111度                                                     | 1,176      | 2012年 | [ 25 ]        |
|  | 26   | 伍家崗長江大橋                                                                        | 中華人民共和国 | 湖北省宜昌市 北緯30度37分03秒 東経111度21分37秒 / 北緯30.61750度 東経111.36028度                                                           | 1,160      | 2021年 | [ 26 ]        |
|  | 27   | マキナック橋                                                                          | アメリカ合衆国 | ミシガン州マッキノー市 - セントイグナス 北緯45度48分56秒 西経84度43分40.6秒 / 北緯45.81556度 西経84.727944度                               | 1,158      | 1957年 | [ 27 ]        |
|  | 28   | 蔚山大橋                                                                              | 大韓民国       | 蔚山広域市 北緯35度30分41秒 東経129度23分28秒 / 北緯35.51139度 東経129.39111度                                                             | 1,150      | 2015年 | [ 28 ] [ 29 ] |
|  | 29   | ハロガランド橋                                                                        | ノルウェー     | ヌールラン県 北緯68度27分32秒 東経17度28分56秒 / 北緯68.45889度 東経17.48222度                                                             | 1,145      | 2018年 | [ 30 ]        |
|  | 30   | 清水河特大橋                                                                          | 中華人民共和国 | 貴州省貴陽市開陽県 北緯27度1分49.5秒 東経107度11分21.6秒 / 北緯27.030417度 東経107.189333度                                                | 1,130      | 2015年 | [ 31 ]        |
|  | 31   | 黄埔大橋                                                                              | 中華人民共和国 | 広州市 北緯23度4分17.1秒 東経113度28分33.9秒 / 北緯23.071417度 東経113.476083度                                                            | 1,108      | 2008年 | [ 32 ]        |
|  | 32   | 南備讃瀬戸大橋（瀬戸大橋） （瀬戸中央自動車道・JR瀬戸大橋線、1988年 - 1998年 日本一） | 日本           | 香川県坂出市 北緯34度21分50秒 東経133度49分30.7秒 / 北緯34.36389度 東経133.825194度                                                        | 1,100      | 1988年 | [ 33 ]        |
|  | 33   | 興康大橋                                                                              | 中華人民共和国 | 四川省カンゼ・チベット族自治州瀘定県（大渡河） 北緯29度57分55.4秒 東経102度12分53.6秒 / 北緯29.965389度 東経102.214889度                   | 1,100      | 2018年 | [ 34 ] [ 35 ] |
|  | 34   | 開州湖特大橋                                                                          | 中華人民共和国 | 貴州省黔南プイ族ミャオ族自治州甕安県 - 貴陽市開陽県（清水河） 北緯27度11分59秒 東経107度05分14秒 / 北緯27.19972度 東経107.08722度          | 1,100      | 2021年 | [ 36 ]        |
|  | 35   | 五峰山長江大橋                                                                        | 中華人民共和国 | 江蘇省鎮江市 北緯32度13分36.26秒 東経119度40分35.4秒 / 北緯32.2267389度 東経119.676500度                                                   | 1,092      | 2020年 | [ 37 ]        |
|  | 36   | ファーティフ・スルタン・メフメト橋（第2ボスポラス橋）                                 | トルコ         | イスタンブール（ボスポラス海峡） 北緯41度5分28秒 東経29度3分40秒 / 北緯41.09111度 東経29.06111度                                           | 1,090      | 1988年 | [ 38 ]        |
|  | 37   | 壩陵河大橋                                                                            | 中華人民共和国 | 貴州省安順市関嶺プイ族ミャオ族自治県 北緯25度57分40秒 東経105度37分46秒 / 北緯25.96111度 東経105.62944度                                   | 1,088      | 2009年 | [ 39 ]        |
|  | 38   | 泰州長江大橋                                                                          | 中華人民共和国 | 江蘇省泰州市 北緯32度14分47.8秒 東経119度52分36.1秒 / 北緯32.246611度 東経119.876694度                                                     | 1,080      | 2012年 | [ 40 ]        |
|  | 39   | 馬鞍山長江大橋                                                                        | 中華人民共和国 | 安徽省馬鞍山市 北緯31度36分36.4秒 東経118度23分31.4秒 / 北緯31.610111度 東経118.392056度                                                   | 1,080      | 2013年 | [ 41 ]        |
|  | 40   | 7月15日殉教者の橋（第1ボスポラス橋）                                                  | トルコ         | イスタンブール（ボスポラス海峡） 北緯41度2分42秒 東経29度2分2秒 / 北緯41.04500度 東経29.03389度                                            | 1,074      | 1973年 | [ 42 ]        |
|  | 41   | ジョージ・ワシントン・ブリッジ （1931年 - 1937年 世界一）                             | アメリカ合衆国 | ニュージャージー州 フォート・リー - ニューヨーク州 ニューヨーク 北緯40度51分6.2秒 西経73度57分9.8秒 / 北緯40.851722度 西経73.952722度      | 1,067      | 1931年 | [ 43 ]        |
|  | 42   | 駙馬長江大橋                                                                          | 中華人民共和国 | 重慶市万州区 北緯30度50分04.8秒 東経108度28分09.4秒 / 北緯30.834667度 東経108.469278度                                                     | 1,050      | 2017年 | [ 44 ] [ 45 ] |
|  | 43   | 棋盤洲長江公路大橋                                                                    | 中華人民共和国 | 湖北省黄石市 北緯30度09分9.28秒 東経115度16分2.27秒 / 北緯30.1525778度 東経115.2672972度                                                   | 1,038      | 2021年 | [ 46 ]        |
|  | 44   | 来島海峡第三大橋 （瀬戸内しまなみ海道）                                               | 日本           | 愛媛県今治市 北緯34度6分54.9秒 東経132度59分3.6秒 / 北緯34.115250度 東経132.984333度                                                       | 1,030      | 1999年 | [ 47 ]        |
|  | 45   | 来島海峡第二大橋 （瀬戸内しまなみ海道）                                               | 日本           | 愛媛県今治市 北緯34度7分16秒 東経133度0分0.7秒 / 北緯34.12111度 東経133.000194度                                                           | 1,020      | 1999年 | [ 47 ]        |
|  | 46   | 4月25日橋（ターガス橋）                                                               | ポルトガル     | リスボン 北緯38度41分23.5秒 西経9度10分37.8秒 / 北緯38.689861度 西経9.177167度                                                             | 1,013      | 1966年 | [ 48 ]        |
|  | 47   | フォース道路橋                                                                        | イギリス       | フォース湾 北緯56度0分5.4秒 西経3度24分15.1秒 / 北緯56.001500度 西経3.404194度                                                             | 1,006      | 1964年 | [ 49 ]        |
|  | 48   | 宜都長江公路大橋                                                                      | 中華人民共和国 | 湖北省宜都市 北緯30度24分33秒 東経111度31分00秒 / 北緯30.40917度 東経111.51667度                                                           | 1,000      | 2021年 | [ 50 ]        |
|  | 49   | 北備讃瀬戸大橋（瀬戸大橋） （瀬戸中央自動車道・JR瀬戸大橋線）                         | 日本           | 香川県坂出市 北緯34度22分42.4秒 東経133度49分13.2秒 / 北緯34.378444度 東経133.820333度                                                     | 990        | 1988年 | [ 33 ]        |
|  | 50   | セヴァーン橋                                                                          | イギリス       | ブリストル - チェプストウ 北緯51度36分36.2秒 西経2度38分26.4秒 / 北緯51.610056度 西経2.640667度                                            | 988        | 1966年 | [ 51 ]        |
|  | 51   | 宜昌長江公路大橋                                                                      | 中華人民共和国 | 湖北省宜昌市 北緯30度34分10.5秒 東経111度23分29.5秒 / 北緯30.569583度 東経111.391528度                                                     | 960        | 2001年 | [ 52 ]        |
|  | 52   | 下津井瀬戸大橋（瀬戸大橋） （瀬戸中央自動車道・JR瀬戸大橋線）                         | 日本           | 岡山県倉敷市 - 香川県坂出市 北緯34度25分52.4秒 東経133度48分23.2秒 / 北緯34.431222度 東経133.806444度                                      | 940        | 1988年 | [ 33 ]        |
|  | 53   | 秀山大橋                                                                              | 中華人民共和国 | 浙江省舟山市 北緯30度12分40秒 東経122度11分7.3秒 / 北緯30.21111度 東経122.185361度                                                         | 926        | 2019年 | [ 53 ]        |
|  | 54   | 西陵長江大橋                                                                          | 中華人民共和国 | 湖北省宜昌市 北緯30度49分42.5秒 東経111度2分48秒 / 北緯30.828472度 東経111.04667度                                                         | 900        | 1996年 | [ 54 ]        |
|  | 55   | 四渡河大橋                                                                            | 中華人民共和国 | 湖北省巴東県 北緯30度37分16.1秒 東経110度23分43.1秒 / 北緯30.621139度 東経110.395306度                                                     | 900        | 2009年 | [ 55 ]        |
|  | 56   | 露梁大橋                                                                              | 大韓民国       | 慶尚南道南海島 北緯34度56分34.4秒 東経127度51分58.6秒 / 北緯34.942889度 東経127.866278度                                                   | 890        | 2018年 | [ 56 ]        |
|  | 57   | 虎門大橋                                                                              | 中華人民共和国 | 広東省東莞市 北緯22度47分49.5秒 東経113度36分57.2秒 / 北緯22.797083度 東経113.615889度                                                     | 888        | 1997年 | [ 57 ]        |
|  | 58   | 寸灘長江大橋                                                                          | 中華人民共和国 | 重慶市 北緯29度37分14.2秒 東経106度36分21.8秒 / 北緯29.620611度 東経106.606056度                                                           | 880        | 2017年 | [ 58 ]        |
|  | 59   | 大鳴門橋 （神戸淡路鳴門自動車道、1985年 - 1988年 日本一）                             | 日本           | 兵庫県南あわじ市 - 徳島県鳴門市 北緯34度14分19.5秒 東経134度39分1.1秒 / 北緯34.238750度 東経134.650306度                                   | 876        | 1985年 | [ 59 ]        |
|  | 60   | 澧水大橋                                                                              | 中華人民共和国 | 湖南省張家界市 北緯29度05分55秒 東経110度14分48秒 / 北緯29.09861度 東経110.24667度                                                         | 856        | 2013年 | [ 60 ] [ 61 ] |
|  | 61   | 第二タコマナローズ橋                                                                  | アメリカ合衆国 | ワシントン州タコマ 北緯47度16分5.6秒 西経122度33分0.7秒 / 北緯47.268222度 西経122.550194度                                                 | 853        | 1950年 | [ 62 ]        |
|  | 62   | 第三タコマナローズ橋                                                                  | アメリカ合衆国 | ワシントン州タコマ 北緯47度16分4.4秒 西経122度33分2.8秒 / 北緯47.267889度 西経122.550778度                                                 | 853        | 2007年 | [ 62 ]        |
|  | 63   | アスキョイ橋                                                                          | ノルウェー     | ベルゲン 北緯60度23分43.6秒 東経5度12分54.8秒 / 北緯60.395444度 東経5.215222度                                                             | 850        | 1992年 | [ 63 ]        |
|  | 64   | 武漢鸚鵡洲長江大橋                                                                    | 中華人民共和国 | 湖北省武漢市 北緯30度32分2.6秒 東経114度16分36.8秒 / 北緯30.534056度 東経114.276889度                                                      | 850        | 2014年 | [ 64 ]        |
|  | 65   | 八影大橋 現存する対面2車線設計の吊橋では世界一の長さ                                  | 大韓民国       | 全羅南道 北緯34度37分53秒 東経127度30分10秒 / 北緯34.63139度 東経127.50278度                                                               | 850        | 2016年 | [ 65 ]        |
|  | 66   | 至喜長江大橋                                                                          | 中華人民共和国 | 湖北省宜昌市 北緯30度42分56.2秒 東経111度15分45.2秒 / 北緯30.715611度 東経111.262556度                                                     | 838        | 2016年 |               |
|  | 67   | 南渓長江大橋                                                                          | 中華人民共和国 | 四川省宜賓市南渓区 北緯28度47分1.3秒 東経104度56分44.5秒 / 北緯28.783694度 東経104.945694度                                                | 820        | 2012年 | [ 66 ]        |
|  | 68   | 太洪長江大橋                                                                          | 中華人民共和国 | 重慶市 北緯29度39分47.84秒 東経106度53分36秒 / 北緯29.6632889度 東経106.89333度                                                            | 808        | 2020年 | [ 67 ] [ 68 ] |
|  | 69   | 青草背長江大橋                                                                        | 中華人民共和国 | 重慶市 北緯29度42分51.5秒 東経107度16分52.7秒 / 北緯29.714306度 東経107.281306度                                                           | 788        | 2013年 | [ 69 ] [ 70 ] |
|  | 70   | 因島大橋 （瀬戸内しまなみ海道、1983年 - 1985年 日本一）                               | 日本           | 広島県尾道市 北緯34度21分25.7秒 東経133度10分49.5秒 / 北緯34.357139度 東経133.180417度                                                     | 770        | 1983年 | [ 71 ]        |
|  | 71   | 虎跳峡金沙江大橋                                                                      | 中華人民共和国 | 雲南省 北緯27度10分27秒 東経100度05分02秒 / 北緯27.17417度 東経100.08389度                                                                 | 766        | 2020年 | [ 72 ]        |
|  | 72   | 安芸灘大橋 （安芸灘諸島連絡架橋）                                                     | 日本           | 広島県呉市 北緯34度12分22.4秒 東経132度40分45.8秒 / 北緯34.206222度 東経132.679389度                                                       | 750        | 2000年 | [ 73 ]        |
|  | 73   | セメイ橋                                                                              | カザフスタン   | セミパラチンスク（イルテッシュ川） 北緯50度24分35秒 東経80度13分28秒 / 北緯50.40972度 東経80.22444度                                       | 750        | 2000年 | [ 74 ]        |
|  | 74   | 長寿経開区大橋                                                                        | 中華人民共和国 | 重慶市 北緯29度46分33秒 東経107度0分46秒 / 北緯29.77583度 東経107.01278度                                                                  | 739        | 2021年 | [ 75 ]        |
|  | 75   | 肇雲大橋                                                                              | 中華人民共和国 | 雲浮市 北緯23度05分37秒 東経112度12分38秒 / 北緯23.09361度 東経112.21056度                                                                 | 738        | 2020年 | [ 76 ]        |
|  | 76   | 金東大橋                                                                              | 中華人民共和国 | 四川省涼山イ族自治州会東県 北緯26度30分33.3秒 東経103度02分24.7秒 / 北緯26.509250度 東経103.040194度                                       | 730        | 2016年 | [ 77 ]        |
|  | 77   | カルキネス橋                                                                          | アメリカ合衆国 | カリフォルニア州カルキネス海峡 北緯38度3分39.7秒 西経122度13分35.5秒 / 北緯38.061028度 西経122.226528度                                    | 728        | 2003年 | [ 78 ]        |
|  | 78   | 白鳥大橋 （国道37号白鳥新道）                                                         | 日本           | 北海道室蘭市 北緯42度21分10.4秒 東経140度57分1.2秒 / 北緯42.352889度 東経140.950333度                                                      | 720        | 1998年 | [ 79 ]        |
|  | 79   | 官庁水庫特大橋                                                                        | 中華人民共和国 | 河北省張家口市懐来県 北緯40度20分40.33秒 東経115度42分50秒 / 北緯40.3445361度 東経115.71389度                                              | 720        | 2021年 | [ 80 ]        |
|  | 80   | アンゴスチュラ橋                                                                      | ベネズエラ     | シウダ・ボリバル 北緯8度8分39.9秒 西経63度35分53.2秒 / 北緯8.144417度 西経63.598111度                                                      | 712        | 1967年 | [ 81 ]        |
|  | 81   | 関門橋 （関門自動車道、1973年 - 1983年 日本一）                                       | 日本           | 山口県下関市 - 福岡県北九州市（関門海峡） 北緯33度57分42.2秒 東経130度57分31.3秒 / 北緯33.961722度 東経130.958694度                        | 712        | 1973年 | [ 82 ]        |
|  | 82   | サンフランシスコ・オークランド・ベイブリッジ（イェルバブエナ島から停泊地へ）          | アメリカ合衆国 | カリフォルニア州サンフランシスコ - オークランド 北緯37度48分12.2秒 西経122度22分18.9秒 / 北緯37.803389度 西経122.371917度                  | 704        | 1936年 | [ 83 ]        |
|  | 83   | サンフランシスコ・オークランド・ベイブリッジ（サンフランシスコから停泊地へ）          | アメリカ合衆国 | カリフォルニア州サンフランシスコ - オークランド 北緯37度47分35.4秒 西経122度22分59秒 / 北緯37.793167度 西経122.38306度                     | 704        | 1936年 | [ 83 ]        |
|  | 84   | ブロンクス・ホワイトストーン橋                                                        | アメリカ合衆国 | ニューヨーク市 | 701        | 1939年 | [ 84 ]        |

## 建設中の橋
近年建設された大きな吊橋のほとんどは中華人民共和国にある。以下の一覧に示すように、建設中の橋も多くが中国にある。
| 名前                       | 国             | 場所 | 支間長 (m) | 開通予定年 | 出典            |
| -------------------------- | -------------- | --- | ---------- | ---------- | --------------- |
| 張靖皋長江大橋航道橋       | 中華人民共和国 | 江蘇省張家港市 北緯32度1分13秒 東経120度31分32秒 / 北緯32.02028度 東経120.52556度                                                                 | 2,300      | 2028年     | [ 85 ]          |
| 南京仙新路过江通道         | 中華人民共和国 | 江蘇省南京市 北緯32度10分55秒 東経118度53分46秒 / 北緯32.18194度 東経118.89611度                                                                  | 1,760      | 2023年     | [ 86 ]          |
| 深中通道伶仃航道橋         | 中華人民共和国 | 広東省深圳市 北緯22度35分37.6秒 東経113度46分05.6秒 / 北緯22.593778度 東経113.768222度                                                            | 1,666      | 2024年     | [ 87 ]          |
| 燕磯長江大橋               | 中華人民共和国 | 湖北省黄岡市 - 鄂州市 北緯30度24分21秒 東経114度59分22秒 / 北緯30.40583度 東経114.98944度                                                         | 1,650      | 2025年     | [ 88 ]          |
| 龍潭長江大橋               | 中華人民共和国 | 江蘇省南京市 - 揚州市 北緯32度14分40秒 東経119度05分14秒 / 北緯32.24444度 東経119.08722度                                                         | 1,560      | 2024年     | [ 89 ]          |
| 大東金沙江特大橋           | 中華人民共和国 | 雲南省麗江市 北緯23度15分22秒 東経102度50分06秒 / 北緯23.25611度 東経102.83500度                                                                  | 1,520      | 2026年     | [ 90 ]          |
| 西堠門道路鉄道両用大橋     | 中華人民共和国 | 浙江省舟山市（舟山群島） 北緯30度4分49.83秒 東経121度54分12.04秒 / 北緯30.0805083度 東経121.9033444度                                             | 1,488      | 2026年     | [ 91 ]          |
| 双柳長江大橋               | 中華人民共和国 | 湖北省武漢市新洲区 - 鄂州市（長江） | 1,360      | 2024年     |                 |
| 大河特大橋                 | 中華人民共和国 | 貴州省六盤水市 北緯26度39分51秒 東経104度50分5秒 / 北緯26.66417度 東経104.83472度                                                                 | 1,250      | 2023年     | [ 92 ] [ 93 ]   |
| 江竜高速復興長江大橋       | 中華人民共和国 | 重慶市雲陽県（長江） | 1,250      | 2023年     | [ 94 ]          |
| 張靖皋長江大橋北航道橋     | 中華人民共和国 | 江蘇省靖江市（長江） 北緯32度3分11秒 東経120度32分54秒 / 北緯32.05306度 東経120.54833度                                                           | 1,208      | 2028年     | [ 85 ]          |
| ブライラ橋                 | ルーマニア     | ブライラ 北緯45度18分52秒 東経28度00分12秒 / 北緯45.31452度 東経28.00337度座標: 北緯45度18分52秒 東経28度00分12秒 / 北緯45.31452度 東経28.00337度 | 1,120      | 2023年     | [ 95 ]          |
| 李埠長江道路鉄道両用大橋   | 中華人民共和国 | 湖北省荊州市 北緯30度17分13秒 東経112度04分42秒 / 北緯30.28694度 東経112.07833度                                                                  | 1,120      |            | [ 96 ]          |
| チャカオ海峡大橋           | チリ           | カルブコ - チロエ諸島（チャカオ海峡） 南緯41度47分38秒 西経73度31分15秒 / 南緯41.79389度 西経73.52083度                                           | 1,100      | 2025年     | [ 97 ]          |
| 竜門大橋                   | 中華人民共和国 | 広西チワン族自治区欽州市 - 防城港市 北緯21度45分11.2秒 東経108度33分18.9秒 / 北緯21.753111度 東経108.555250度                                     | 1,098      | 2024年     | [ 98 ]          |
| 巧家支線金沙江大橋         | 中華人民共和国 | 雲南省 - 四川省 | 1,060      | 2022年     | [ 99 ]          |
| 卡哈洛金沙江特大橋         | 中華人民共和国 | 雲南省 - 四川省 | 1,030      | 2023年     | [ 100 ]         |
| 新田長江大橋               | 中華人民共和国 | 重慶市万州区（長江） 北緯30度42分07秒 東経108度23分31秒 / 北緯30.70194度 東経108.39194度                                                          | 1,020      | 2023年     | [ 101 ]         |
| G3銅陵長江道路鉄道両用大橋 | 中華人民共和国 | 安徽省銅陵市 | 988        | 2025年     |                 |
| 金仁桐高速桐梓河特大橋     | 中華人民共和国 | 貴州省遵義市桐梓県 | 965        | 2022年     | [ 102 ]         |
| 江底河大橋                 | 中華人民共和国 | 雲南省 | 920        | 2023年     | [ 103 ]         |
| 白帝城長江大橋             | 中華人民共和国 | 重慶市奉節県（長江） | 916        | 2025年     | [ 104 ]         |
| 甌江北口大橋               | 中華人民共和国 | 浙江省温州市北緯27度58分37.5秒 東経120度55分48秒 / 北緯27.977083度 東経120.93000度                                                                | 800        | 2022年     | [ 105 ]         |
| 緑汁江大橋                 | 中華人民共和国 | 雲南省 北緯24度42分24.8秒 東経101度56分54.13秒 / 北緯24.706889度 東経101.9483694度                                                                | 780        | 2022年     | [ 106 ]         |
| 油渓長江大橋               | 中華人民共和国 | 重慶市（長江） 北緯29度13分29秒 東経106度09分18秒 / 北緯29.22472度 東経106.15500度                                                                | 760        | 2022年     | [ 107 ]         |
| 郭家沱長江大橋             | 中華人民共和国 | 重慶市江北区 - 巴南区（長江） | 720        | 2022年     | [ 108 ] [ 109 ] |
| 大渓河大橋                 | 中華人民共和国 | 重慶市 | 720        | 2025年     | [ 110 ]         |
| 建元高速紅河特大橋         | 中華人民共和国 | 雲南省元陽県 北緯23度15分22秒 東経102度50分06秒 / 北緯23.25611度 東経102.83500度                                                                  | 700        | 2022年     | [ 111 ]         |

## 世界最長支間長の変遷
| 橋                           | 国                | 場所                                  | スパン長 | 完成年 | 備考 |
| ---------------------------- | ----------------- | ------------------------------------- | -------- | ------ | --- |
| ヤシュチランのマヤ橋         | メキシコ          |                                       | 62 m     | 600年  | 麻縄の単径間歩行者用吊橋だった。存在は証明されておらず、現存しない。1377年から1416年までの間、主径間72メートルの石造アーチ橋のトレッツォ橋が上回っていた。 |
| チャクザム橋                 | チベット          |                                       | 137 m    | 1430年 | タントン・ギャルポによってラサの南に建設された鎖の歩行者用吊橋。イギリスのスパイが報告したところによれば、1878年時点でも使用されていた。1904年以前に、川の流れが変わって北岸を水没させたため、使用されなくなった。チャムドの戦いで1950年に中国軍によってダイナマイトで破壊された。 |
| ユニオン橋                   | イギリス          | スコットランド - イングランド         | 137 m    | 1820年 | 現役かつ世界最古の吊橋 |
| メナイ吊橋                   | イギリス          | ウェールズ                            | 176 m    | 1826年 | |
| ツェーリンゲン橋             | スイス            | フリブール                            | 271 m    | 1834年 | 1920年に新しい橋に置き換えられた。 |
| ホイーリング吊橋             | アメリカ          | ウエストバージニア州 - オハイオ州     | 308 m    | 1849年 | 1849年から1866年まで最長のデッキ・スパンだった。アメリカで使用中の最古の自動車が通れる吊橋である。 |
| クイーンストン-ルイストン橋  | アメリカ - カナダ |                                       | 317 m    | 1851年 | 1851年から1864年に風で崩壊するまでケーブル・スパンは最長だったが、デッキ・スパンは258mしかなかった。 |
| ジョン・ローブリング吊橋     | アメリカ          | ケンタッキー州 - オハイオ州           | 322 m    | 1866年 | |
| ナイアガラ・クリフトン橋     | アメリカ - カナダ |                                       | 384 m    | 1869年 | 1899年新しい橋に置き換え。 |
| ブルックリン橋               | アメリカ          | ニューヨーク市                        | 486 m    | 1883年 | |
| ウィリアムズバーグ橋         | アメリカ          | ニューヨーク市                        | 488 m    | 1903年 | 吊橋以外も含むと、1890年完成のカンチレバー橋であるフォース橋の521 mが最長で、さらに1917年にはケベック橋がこれを上回った。 |
| ベア・マウンテン橋           | アメリカ          | ニューヨーク州                        | 497 m    | 1924年 | 吊橋以外も含むと、1917年完成のカンチレバー橋であるケベック橋の549mが最長。コンクリートの路面を吊橋で初採用し、革新的な工法はこれ以降のより長い吊橋の建設を可能にした。 |
| ベンジャミン・フランクリン橋 | アメリカ          | ペンシルバニア州 - ニュージャージー州 | 533 m    | 1926年 | 吊橋以外も含むと更に長い支間長の橋あり。 |
| アンバサダー橋               | アメリカ-カナダ   |                                       | 564 m    | 1929年 | この橋の完成以降、最長スパンを持つ橋は全て吊橋となる。 |
| ジョージ・ワシントン橋       | アメリカ          | ニューヨーク州 - ニュージャージー州   | 1,067 m  | 1931年 | 1,000mを初めて超える。 |
| ゴールデンゲート橋           | アメリカ          | カリフォルニア州                      | 1,280 m  | 1937年 | |
| ヴェラザノ・ナローズ橋       | アメリカ          | ニューヨーク市                        | 1,298 m  | 1964年 | |
| ハンバー橋                   | イギリス          |                                       | 1,410 m  | 1981年 | |
| 明石海峡大橋                 | 日本              |                                       | 1,991 m  | 1998年 | 1マイル（1,609 m）を初めて超える。 |
| チャナッカレ1915橋           | トルコ            |                                       | 2,023 m  | 2022年 | 2022年から世界最長、支間長が2キロメートルを初めて超える |

ソース：

### 吊橋に関する他の記録

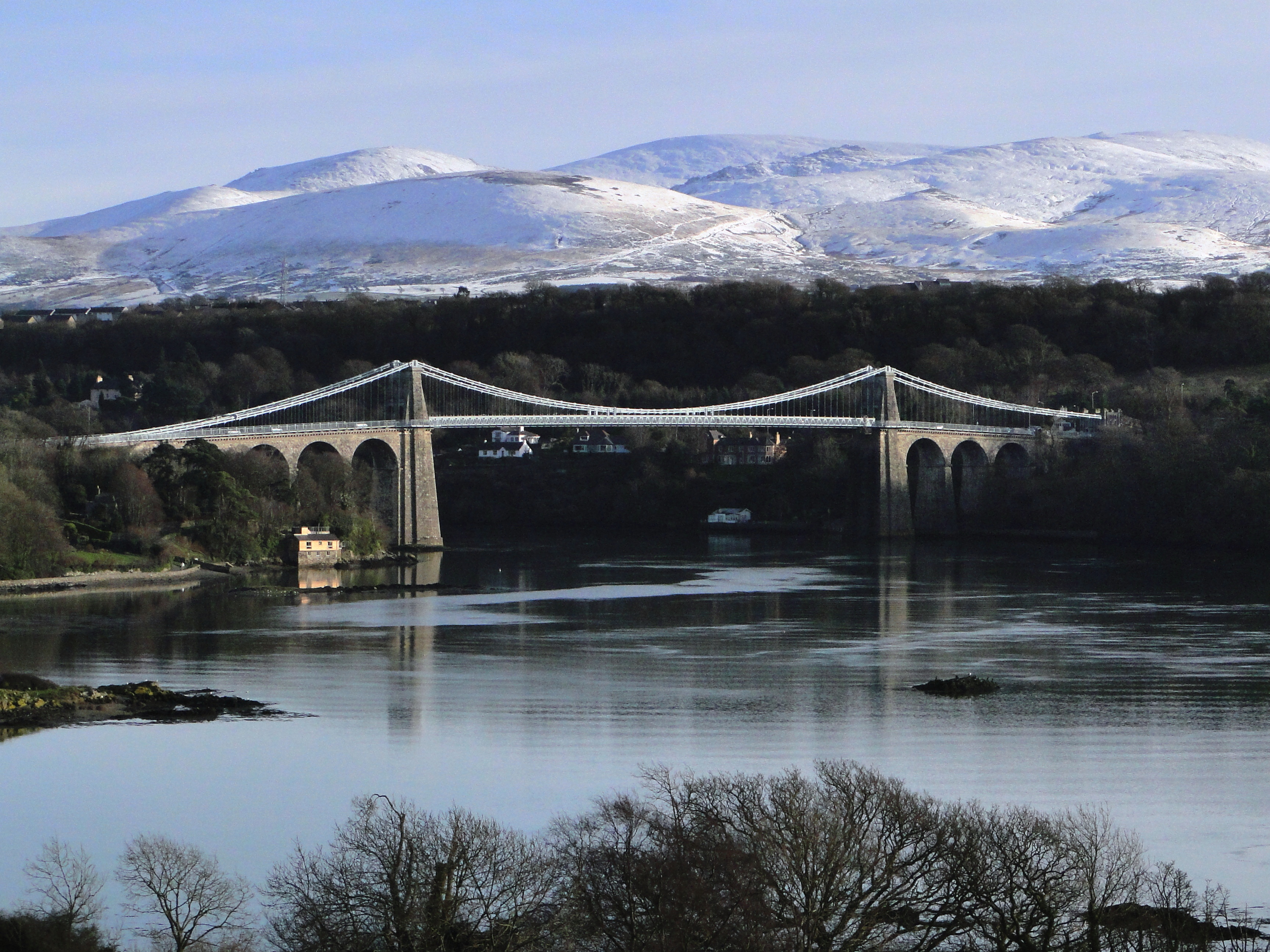
メナイ吊橋

- タコマナローズ橋（ワシントン州）1950 & 2007年。対になっている橋として最長スパンを持つ。（853 m）
- 四渡河大橋（英語版）（中国）2009年。峡谷の底から路面までが世界一高い橋。（472 m）
- ヤウズ・スルタン・セリム橋（トルコ）2016年。鉄道道路共用橋として世界最長スパンを持つ。（1,407 m）
- 武漢楊泗港長江大橋（中国語版）（中華人民共和国）2019年。二層構造の橋として最長スパンを持つ。（1,700 m）
- ジョージ・ワシントン橋（ニューヨーク州 - ニュージャージー州）最大の車線数を持つ吊橋。（2階層に合わせて14車線）
- 李舜臣大橋（韓国全羅南道麗水市 - 光陽市）2012年。世界一高い支柱を持つ吊橋。（270 m）
- アロウカ516（英語版、ポルトガル語版）（ポルトガル・アヴェイロ県・アロウカ（英語版））2021年。歩行者用吊橋として世界最長（516 m）[119]